# Mekșunivka, Ripkî
Mekșunivka (în ucraineană Мекшунівка) este un sat în comuna Nedanciîci din raionul Ripkî, regiunea Cernihiv, Ucraina.

## Demografie
Componența lingvistică a localității Mekșunivka
     Ucraineană (92,11%)
     Rusă (5,26%)
     Belarusă (2,63%)
Conform recensământului din 2001, majoritatea populației localității Mekșunivka era vorbitoare de ucraineană (92,11%), existând în minoritate și vorbitori de rusă (5,26%) și belarusă (2,63%).